# Lightwave
Это статья о музыкальной группе, о компьютерной программе см. LightWave 3D
Lightwave — французская экспериментальная, электронно-акустическая эмбиент/нью-эйдж группа.

## История
Группа была основана в 1984 году музыкантами Кристофом Арбонье (Christoph Harbonnier) и Кристианом Уитманном (Christian Wittmann). В 1991 году, покинув Tangerine Dream, к ним присоединился Пол Хаслингер. Также с музыкантами сотрудничал известный французский музыкант-экспериментатор Эктор Зазу.
Это одна из немногих французских групп, цель которой заключается в использовании электронного оборудования в целях создания оригинальной инструментальной музыки, которая выходит за рамки как классической, так и электронной музыки. В своём творчестве музыканты экспериментируют с синтезаторами, совмещая электронное звучание с живыми смычковыми и духовыми инструментами, иногда используя живой или искажённый голос певца как дополнительный инструмент.
Группа также отличается оригинальность в выборе концертных площадок для своих выступлений. Например, живые концерты музыканты устраивали в Газометре в Оберхаузене (Германия) или во французских пещерах (en:Vercors Cave System).

## Дискография
- 1987 — Modular Experiment (Lightwave Productions)
- 1990 — Cités Analogues (Auricle)
- 1990 — Ici Et Maintenant (Auricle)
- 1990 — Nachtmusik (Erdenklang)
- 1994 — Tycho Brahé (Fathom/Hearts Of Space)
- 1995 — Mundus Subterraneus (Fathom/Hearts Of Space)
- 1996 — In der Unterwelt (Plans Sonores)
- 1996 — Uranography — Live At The Nice Observatory (MSI)
- 2000 — Cantus Umbrarum (Horizon Music)
- 2001 — Caryotype (Signatures)
- 2004 — Bleue Comme Une Orange (Signature)